# Elimas

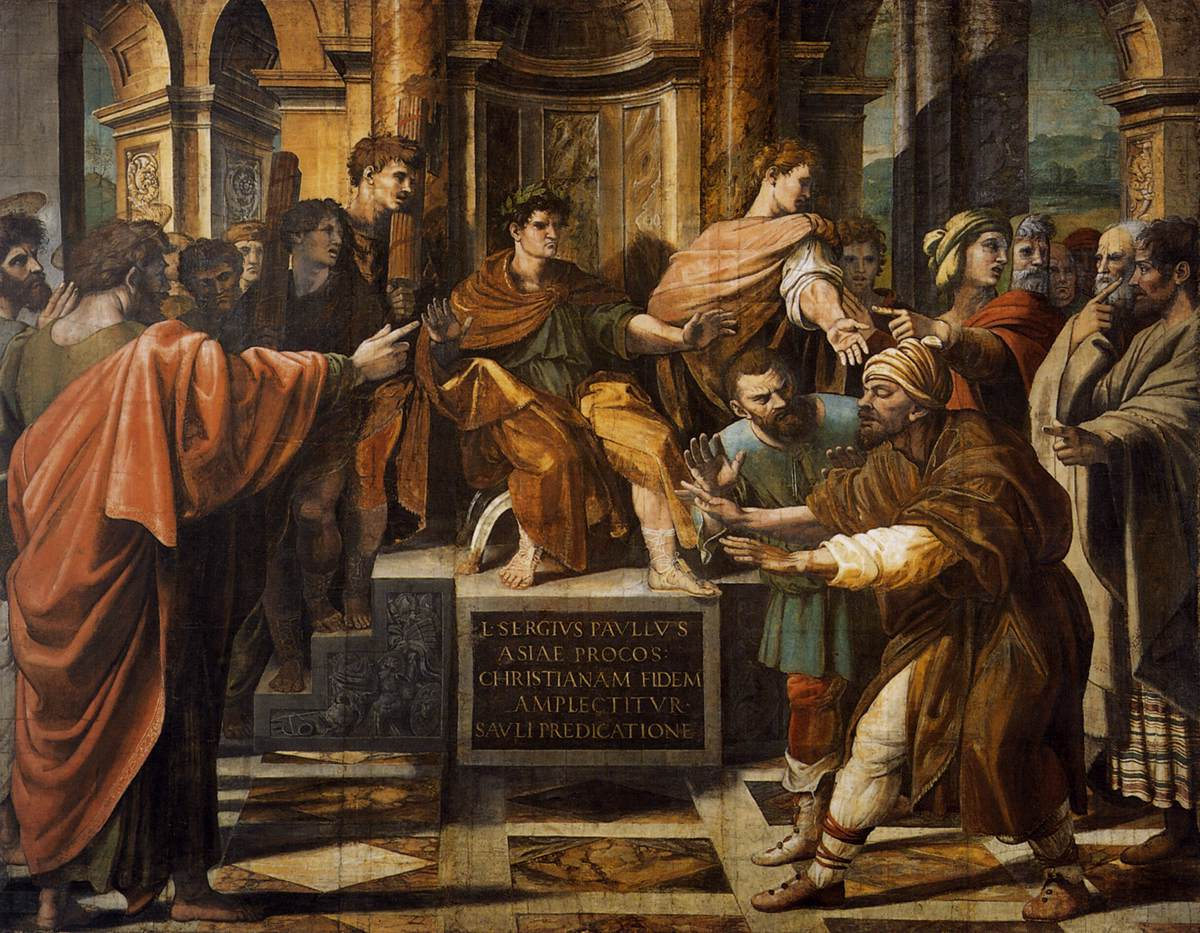
Elimas il Mago
viene accecato dinanzi a Sergio Paolo. Dipinto di Raffaello tratto dai cartoni preparatori di Raffaello.

Elimas, noto anche come Bar-Iesus (arc. Bar-Yeshua, lingua latina. Bariesu), è stato un mago ebreo che appare nel Nuovo Testamento negli Atti degli Apostoli, capitolo 13.
Gli Atti degli Apostoli lo definiscono un mago, mentre la traduzione della Bibbia di Re Giacomo lo indica come "stregone".

## Il racconto Biblico
Elimas è descritto come oppositore di Paolo di Tarso (che è chiamato in questo capitolo degli Atti, per la prima volta, con il suo nome romano) e Barnaba nella città di Paphos a Cipro, quando Sergio Paolo, il proconsole romano, vuole ascoltare Paolo e Barnaba parlare di Gesù; mentre Bar-Gesú era contrario, in quanto intendeva tenersi stretta la sua posizione privilegiata di consigliere  del proconsole romano distogliendone i pensieri dalla spiritualità (Atti 13:8). A causa di questa opposizione, Paolo trasmise il giudizio divino di farlo diventare temporaneamente cieco. Dopo che Sergio Paolo vide ciò che era accaduto e divenne credente (Atti 13:9-12).

## LaPunizione di Elima
La Punizione di Elima è un dipinto a tempera su carta (385x445 cm) di Raffaello Sanzio, databile al 1515-1516 e conservato nel Victoria and Albert Museum di Londra. Fa parte dei cartoni per gli arazzi della Cappella Sistina.